# East Jersey State Prison

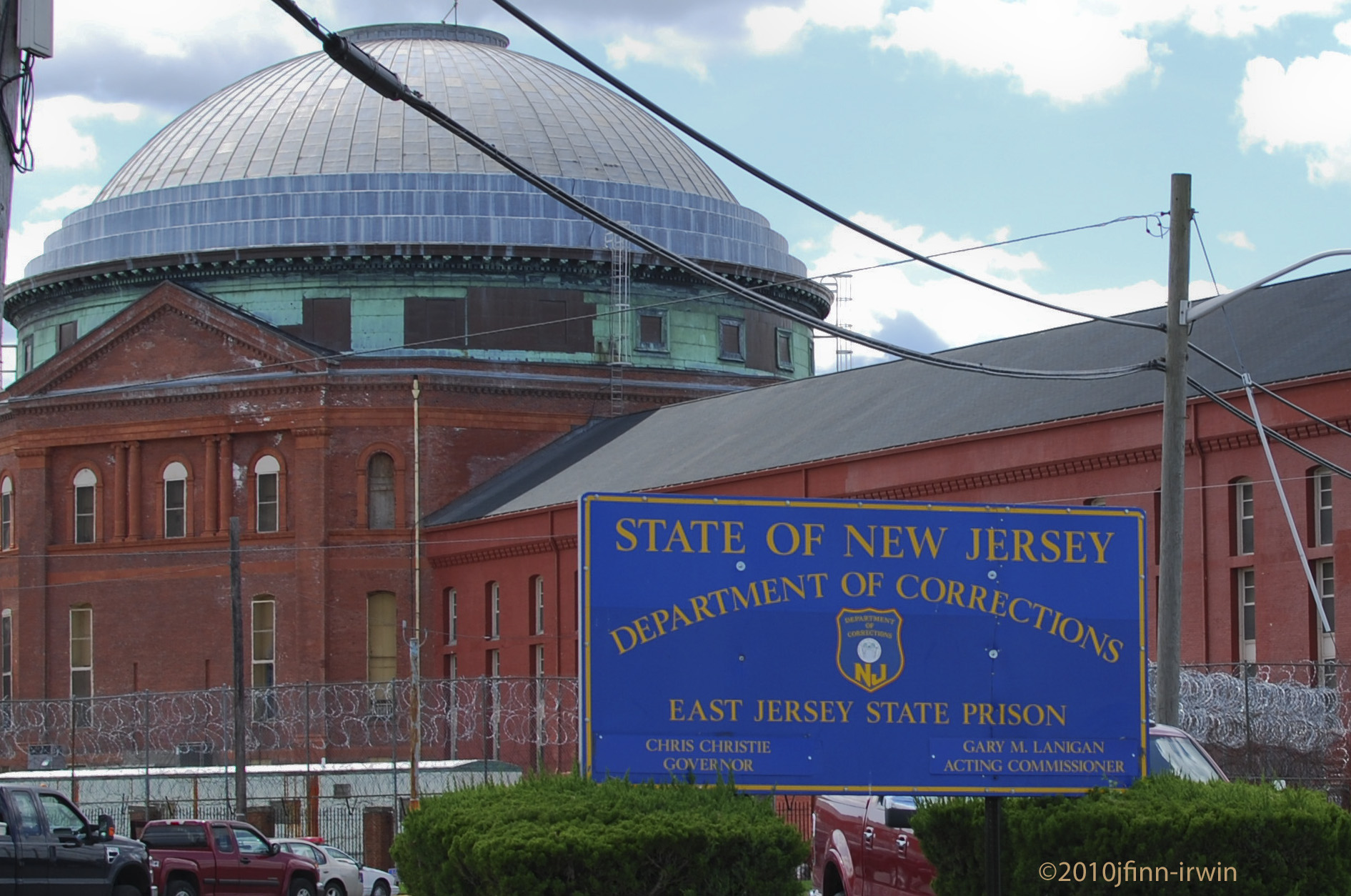
East Jersey State Prison

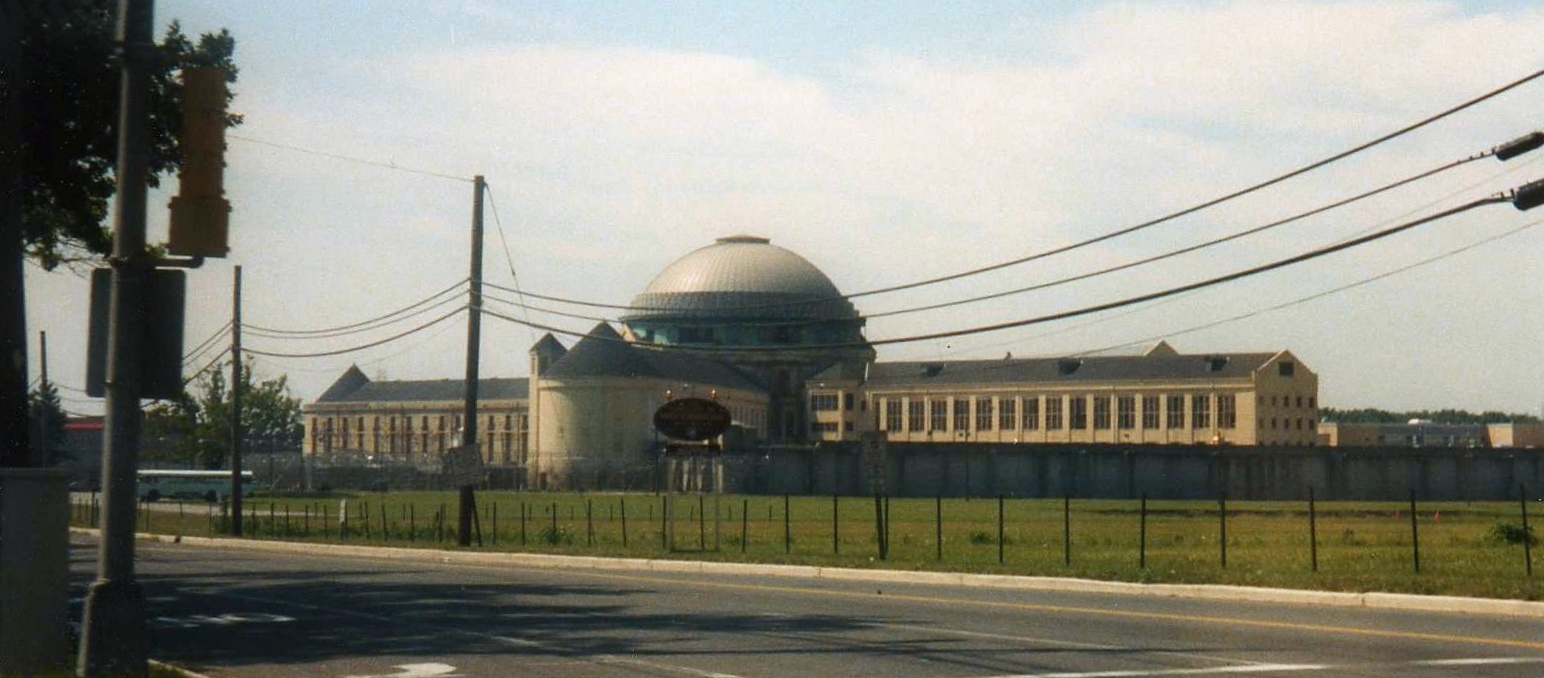
East Jersey State Prison von der seitlichen längeren Perspektive

Das East Jersey State Prison (EJSP), ursprünglich Rahway State Prison, ist ein US-amerikanisches staatliches Gefängnis in Avenel, im US-Bundesstaat New Jersey. Avenel liegt im Woodbridge Township, angrenzend an Rahway. Gegründet wurde es 1896. Es ist ein Hochsicherheitsgefängnis, das vom New Jersey Department of Corrections geleitet wird. Ungefähr 1.500 männliche Insassen werden dort gefangengehalten.
1988 erhielt das East Jersey State Prison seinen heutigen Namen. Die Bürger Rahways hatten einen Antrag gestellt. Die große Kuppel ist prägend für die Landschaft und kann von Schnellstraßen und der Eisenbahn aus gesehen werden.

## Geschichte
1895 wurde der Beschluss gefasst, das Gefängnis zu erbauen. Dies geschah auf dem Land der sogenannten Edgar Farm. 1901 wurde es in Betrieb genommen. Zunächst diente es der Beherbergung von jungen Ersttätern.
In den 1930ern begann die Umwandlung des Gefängnisses in eine Strafanstalt für Erwachsene.
In den Tagen zwischen dem 17. April und 22. April 1952 gab es einen Aufstand, weil die Gefangenen sich über die Brutalität der Schließer beschwerten. Der Aufstand wurde brutal niedergeschlagen. 1971 nahmen 500 Gefangene sechs Geiseln. Die Gefangenen forderten bessere Haftbedingungen und die Geiselnahme endete unblutig.
1988 wurde das Rahway State Prison in East Jersey State Prison umbenannt, da die Bürger Rahways eine Stigmatisierung ihres Städtenamens beklagten. Trotz der Namensänderung wird es umgangssprachlich noch als  Rahway State Prison bezeichnet. Heute hat das Gefängnis eine Reihe von Freizeitangeboten für die Gefangenen und außerdem diverse Möglichkeiten der Weiterbildung.

## In der Populärkultur
Die bedeutende Architektur des Gefängnisses mit seiner großen Kuppel führte dazu, dass es als Drehort vieler Filme genutzt wurde, darunter Lock Up, Crazy Joe, Rounders, Malcolm X, Spike Lee’s Spiel des Lebens, Hurricane und Ocean’s Eleven.